# Malika Domrane
Malika Domrane (sinh ngày 12 tháng 3 năm 1956 tại Tizi Hibel) là một ca sĩ người Algérie, gốc Kabylie.

## Đời sống
Domrane bắt đầu hát tại dàn hợp xướng trung học của mình ở Tizi Ouzou. Năm 1969 cô đã giành được huy chương vàng tại lễ hội ở Algérie. Sau khi tốt nghiệp y tá, cô bắt đầu làm việc trong một bệnh viện nhưng sớm quyết định cống hiến hết mình cho ca hát, bất chấp phong tục của gia đình và làng mạc.
Năm 1979, cô đến Pháp để phát hành album đầu tiên, Tsuha, thành công lớn đầu tiên của cô. Sau đó, cô đã xuất bản một số album, với các bài hát được tiêu biểu hóa bởi văn hóa nữ quyền và nhu cầu ngôn ngữ của Berber. Từ năm 1994, cô quyết định sống ở Pháp cùng gia đình.

## Album
- Tsuha (1979)
- Thayriw Thilton (1981)
- NostAlgérie (1998, Bản ghi Arcade: 59 '38 )
- Asaru (2001) (Blue Silver)